# 섬계서원
섬계서원(剡溪書院)은 대한민국 경상북도 김천시 대덕면 조룡리에 있는 조선시대의 서원이다. 2007년 12월 28일 경상북도의 기념물 제160호로 지정되었다.

## 개요
섬계서원(剡溪書院)은 박팽년과 같이 단종 복귀를 꾀하다가 수절한 백촌(白村) 김문기(金文起, 1399-1456) 선생의 충절 강직함을 추모하고 그의 맏아들 영월군수 여병재(如甁齋) 현석공(玄錫公), 반곡(盤谷) 장지도(張志道), 절효(節孝) 윤은보(尹殷保), 남계(南溪) 서질을 배향하기 위하여 1802년 건립하였다. 대원군(大院君)의 서원(書院) 철폐령으로 서원이 철거될 때 그 자리에 백촌(白村) 김문기(金文起_ 선생의 원허비(院墟碑)를 세웠으며, 그 후 여러 차례 중건․보수를 통하여 건립 당시의 건축 형태를 지키지 못하고 건축적으로는 뚜렷한 특징은 없으나 역사적 측면에서 단종(端宗) 복위 문제로 죽은 김문기의 복권과 추모가 어떠한 경위로 이루어지게 되었는가를 알 수 있는 교육 현장이다.

## 참고 자료
- 섬계서원 - 국가유산청 국가유산포털
- 섬계서원(剡溪書院) - 한국서원연합회